# Tuguk
Tuguk is een bestuurslaag in het regentschap Kaur van de provincie Bengkulu, Indonesië. Tuguk telt 212 inwoners (volkstelling 2010).